# 솔로몬 스토다드
솔로몬 스토다드(Solomon Stoddard; 1643-1729)는 매사추세츠만 식민지의 노스햄튼 타운에서 회중교회의 목회자였다. '코네티컷강의 청교도 교황'으로 불릴 정도로 지역에 많은 영향을 끼쳤다. 조나단 에드워즈의 조부로 그에게 많은 영향을 미쳤다. 그의 사망후 조나단 에드워즈가 같은 교회를 섬겼다. 하버드 대학교의 최초 도서관장이었다. 그의 영향력에 강하게 반대한 사람들은 인크리스 매더와 코튼 매더였다.

## 저서
- 그리스도에게로 가는 길잡이(A guide to Christ); 인크리스 매더가 서문을 씀. 교회 회원권에 대한 오랜 논쟁의 종식을 의미함.